# Leptoclinides madara
Leptoclinides madara är en sjöpungsart som beskrevs av Takasi Tokioka 1953. Leptoclinides madara ingår i släktet Leptoclinides och familjen Didemnidae. Inga underarter finns listade i Catalogue of Life.